# Tyeb Mehta

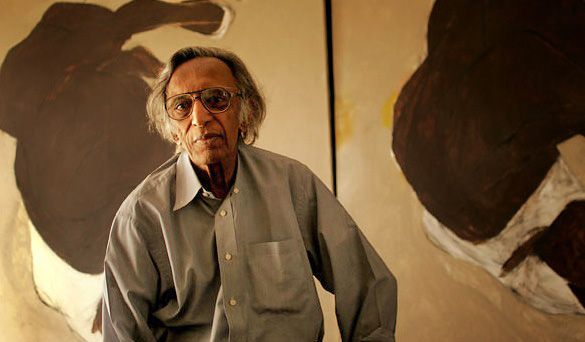

Tyeb Mehta (Kapadvanj, 1925 — Mumbai, 2 juli 2009) was een Indiaas kunstschilder. 
Tyeb Mehta was afkomstig uit de Indiase staat Gujarat. Een van zijn werken, Celebration, behaalde in 2002  het record van duurste Indiaas schilderij ooit (15 miljoen Indiase roepie). Zijn werk Kali werd in  2005  verkocht voor 10 miljoen roepie. Hetzelfde jaar werd zijn  werk Gesture verkocht voor 31 miljoen roepie.